# Mary Jo Kopechne
Mary Jo Kopechne (Wilkes-Barre, 26. juli 1940 i Chappaquiddick – 18. juli 1969 i Chappaquiddick, Massachusetts) var amerikansk lærerinde, sekretær og administrator, som er kendt for sin død i en bilulykke på Chappaquiddick-øen på Martha's Vineyard, i en bil kørt af senator Ted Kennedy.
Kopechne var eneste barn af forsikringssælger Joseph Kopechne og hans kone Gwen. Efter endt skolegang på Galdwell College for kvinder, flyttede hun til Washington D.C. for at arbejde som sekretær, primært for senator George Smathers og periodevis for senator Robert F. Kennedy.

## Ulykkesnatten
Kopechne og Kennedy var med i en gruppe på tolv, der var taget til Chappaquiddick for at bivåne Edgartown-regattaen, efterfulgt af en privat grilfest. Halvdelen af gæsterne var gifte mænd, den anden halvdel bestod af enlige kvinder i tyveårene. Kopechne og Kennedy forlod festen i løbet af aftenen, og endte med at køre af Dike-broen.
Kennedy kæmpede sig ud af bilen og kom tilbage til sit motel samme nat, mens Kopechne forblev indespærret, indtil brandvæsenets dykker John Farrar fik hendes døde krop løs kl 8:45 næste morgen. Hun var hverken druknet eller fik nogen rask død. Tværtimod havde hun overlevet ca en time ved hjælp af en luftlomme, men kvaltes, da ilten efterhånden var opbrugt. Kennedy meldte ikke fra om ulykken før kl 9:45 – altså ni-ti timer efter, at han havde ladt Kopechne tilbage i hjælpeløs tilstand.
Hans forklaring på at de forlod grilfesten, var at de ønskede at komme tilbage til sine respektive moteller og måtte nå færgen til Edgartown, der gik frem til midnat. Men Kennedys chauffør, Jack Crimmins, der var på stedet, kørte dem ikke, og Kopechne tog ikke sin håndtaske eller værelsesnøgle med. De kørte heller ikke til færgen, men i modsat retning, til Dike-broen og den ensomme strand bagved.
Kennedy påstod at have forladt festen kl 23:15, og at ulykken skete få minutter senere. Men politibetjenten Huck Look så Kennedys sorte Oldsmobile kl 00:45 på vej til Dike-broen. Efter ulykken påstod Kennedy, at han var ude af stand til at redde Kopechne pga den kraftige tidevandsstrøm, der "fejede ham væk". I virkeligheden var der ingen strøm kl 23:15, men lavvand og stille. Kl 00:45 var strømmen derimod stærk og hurtig.
Kennedy påstod ligeledes, at han var drejet forkert, da han kørte mod Dike-broen i modsat retning af færgestedet. Men vejen til færgen var øens eneste "rigtige" vej og godt skiltet, mens afkørslen mod broen lå meget skjult, og vejen derhen var yderst ujævn. Hans videre forklaring på, at han efter ulykken ikke havde hentet hjælp fra et hus der lå kun 150 meter vække og desuden var oplyst, var, at han befandt sig i choktilstand. Han var dog ikke mere chokeret, at han klarede at vende tilbage til grilfesten og hente to advokatvenner, Joey Gargan (Kennedys fætter) og Paul Markham, samt at foretage mere end seksten fjernsamtaler samme nat til hjælpere og rådgivere. Endvidere fandt han vejen til sit motel, klagede til direktøren over et larmende selskab, lagde sig til at sove, sludrede næste morgen med en ven om regattaen, bestilte to aviser, havde et nyt møde med Gargan og Markham, og returnerede til Chappaquiddick for at ringe til endnu en advokat fra en mønttelefon – så først tog han kontakt med politiet. På det tidspunkt var bilen fundet, hvad der vakte mistanke om, at han i modsat fald måske slet ikke havde meldt fra. I sin politiforklaring, på 230 ord, udelod han Kopechnes efternavn, da han ikke kunne stave det.
Allerede få timer efter Kopechnes død fløj en af Kennedys håndlangere, Dun Gifford, et lejet fly til Edgartown med besked om at fjerne hendes lig fra øen. Før myndighederne i Massachusetts overhovedet havde nået at beslutte, om der skulle foretages en obduktion, var Kopechne bragt til Pennsylvania – udenfor Massachusetts' retsområde. Kennedy erklærede sig skyldig i at have forladt et ulykkessted, beskrev sin opførsel som "irrationel, uforsvarlig, utilgivelig og uforklarlig", og slap med dom på to måneders betinget fængselsstraf, samt inddragelse af kørekortet for et år. Han betalte også Kopechnes pårørende 90.000 dollars. Til gengæld blev han aldrig tiltalt eller dømt for at have forvoldt en andens død. Senatoren kunne fortsætte sin politiske karriere, og blev genvalgt til senatet fire gange.
Dike-broen har i dag et andet, forstærket rækværk, der skal forhindre, at tragedien gentager sig.